# Engie - Electrabel
Electrabel est une société anonyme de droit belge fondée statutairement en 1905. Son nom actuel date de 1990, à l'issue de la fusion des sociétés Intercom, Ebes et Unerg.
L'entreprise fait partie d'Engie, qui est actionnaire à 100 %.
Electrabel est active au Benelux où elle domine le marché. Sur ce marché, l’entreprise vend de l’électricité, du gaz naturel, des produits et services énergétiques à des clients résidentiels, professionnels et industriels et aux institutions publiques.
Electrabel fournit de l’électricité et du gaz naturel à 6 millions de clients dans le Benelux. En 2008, elle a vendu 97 400 GWh d’électricité et 72 000 GWh de gaz naturel sur ce marché. Pour développer ses produits et services énergétiques, elle optimalise les possibilités de synergie entre l’électricité et le gaz naturel qu’offre le groupe Engie.
En Belgique, Electrabel est historiquement le plus grand producteur et fournisseur d'électricité.

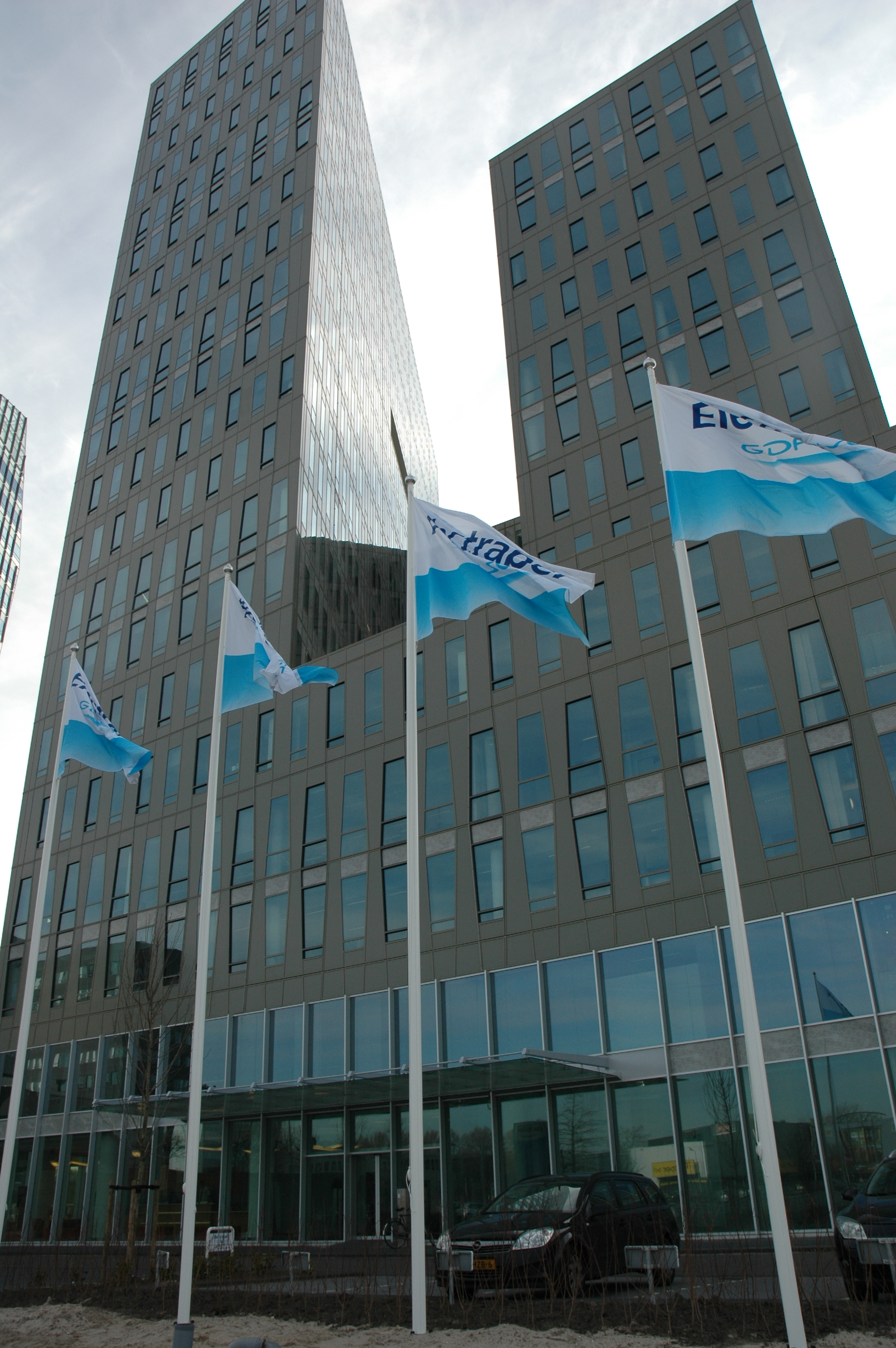
Siège d'Electrabel aux Pays-Bas.

## Historique
Le secteur de l'industrie électrique nait en Belgique avec le XXe siècle sous la forme de petites entreprises à portée communale. Ces sociétés se regroupent dans la période de l'entre-deux-guerres. Contrairement aux autres pays européens, la guerre n'amènera pas la nationalisation du secteur qui restera privé, cependant les sociétés se structurent sur le modèle de l'intercommunale. L'intercommunale est un régime d'association mixte entre une commune (public) et une société de production d'électricité (privée). Ce régime particulier à la Belgique a été créé par la loi du 1er mars 1922.
C'est en 1905 que la Société d'Électricité de l'Escaut est créée. Elle donnera naissance à l'Ebes en 1956, puis en 1990 à Electrabel avant d'être intégralement détenue par Suez en 2003.

Anciens titres boursiers des sociétés du groupe
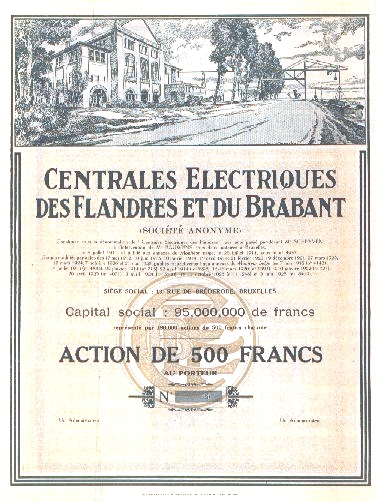
Action des Centrales Électriques des Flandres et du Brabant.
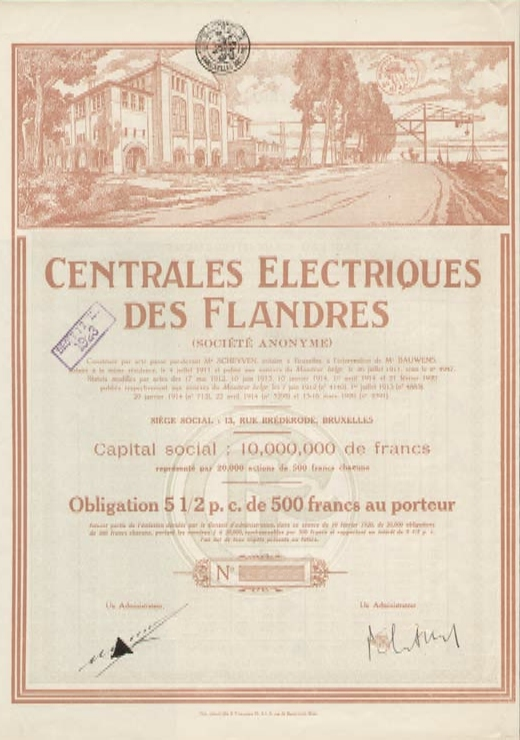
Obligation des Centrales Électriques des Flandres.
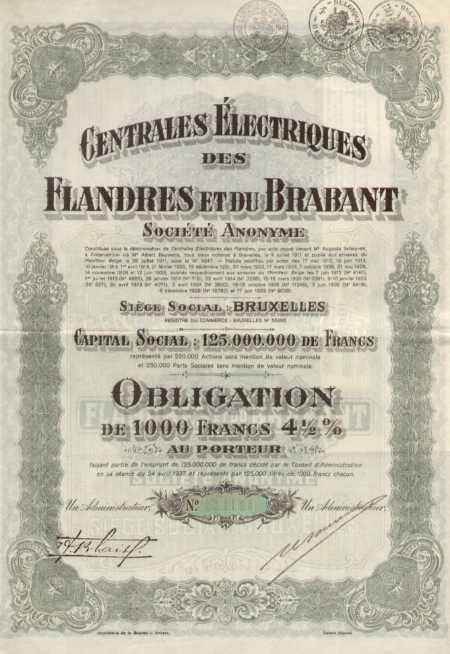
Obligation des Centrales Électriques des Flandres et du Brabant.

### Société d'Électricité de l'Escaut (1905-1956)

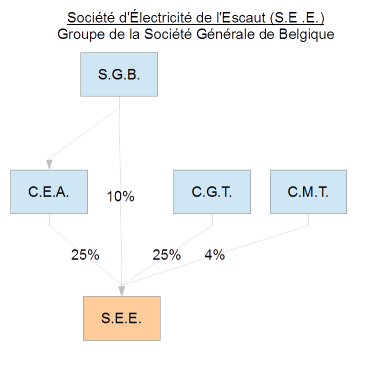
Groupe Société générale de Belgique (organigramme simplifié en 1918).

La Société d'Électricité de l'Escaut (S.E.E.) est créée en 1905. Elle a comme actionnaires principaux la Société générale de Belgique à hauteur de 10 %, la Compagnie Électrique Anversoise (C.E.A.) pour 25 %, la Compagnie Générale des Tramways (C.G.T.) pour 25 %, la Compagnie Mutuelle des Tramways (C.M.T.) pour 4 % etc. Son objectif est de produire de l'électricité pour alimenter l'agglomération anversoise. Elle construit pour cela de 1906 à 1908 une centrale à Merksem (district d'Anvers).
À cette époque un ingénieur belge, fondateur de la C.M.T, Charles Charrier, développe l'idée d'un couplage entre un centre de production électrique et un centre d'utilisation de force motrice dans un même lieu. Soit au sein d'une même société, soit dans une société et sa filiale, soit encore toutes deux filiales opérationnelles d'un holding financier : cela donnera au sein de la SGB une multiplication à foison des compagnies de transport couplées à des compagnies électriques,,,.
En 1919, la  Compagnie Mutuelle des Tramways  est proche de la faillite, du fait des suites de la révolution russe et de l'installation du pouvoir soviétique : elle possédait de nombreux intérêts dans l'ancien empire russe (Gaz et Électricité de la Ville de Kazan).
Elle est recapitalisée et change de nom pour s'appeler Société d'Électricité et de Traction (Électricité et Traction en abrégé).
En 1927 la S.E.E. et la S.G.B.E.E. créent une filiale commune, Interescaut. Cette société est spécialisée dans la production d'électricité. Une centrale est bâtie à Schelle, toujours dans la région anversoise, d'une puissance de 500 MW qui entrera en fonction en 1930.
En 1929, fusion entre Électricité et Traction (anciennement C.M.T) et la Compagnie Auxiliare d'Électricité et de Transport dans une société nouvellement créée à cet effet : Traction et Électricité.

Anciennes centrales électriques
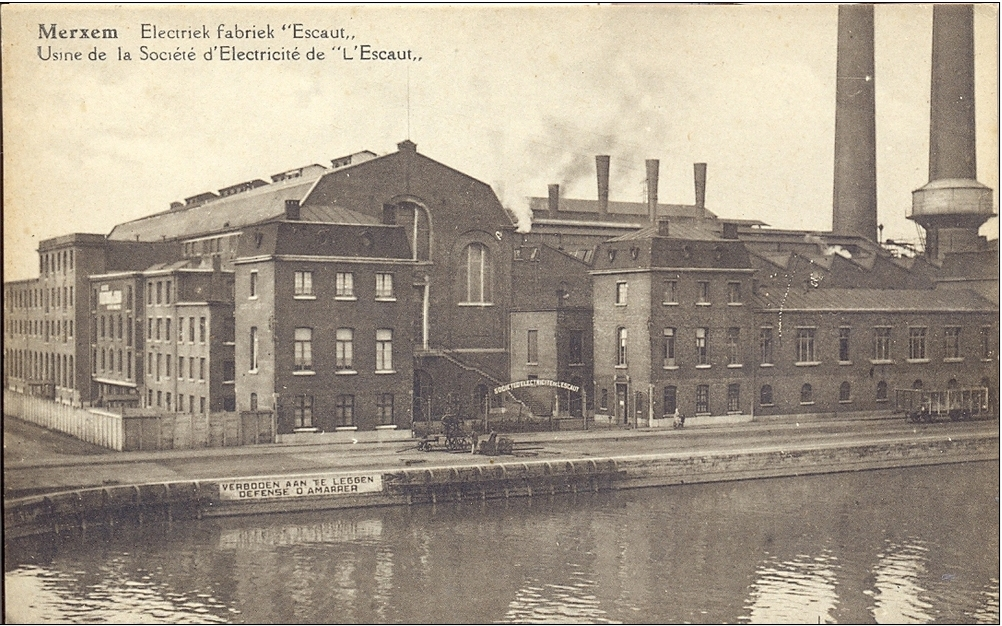
Centrale électrique de Merksem.
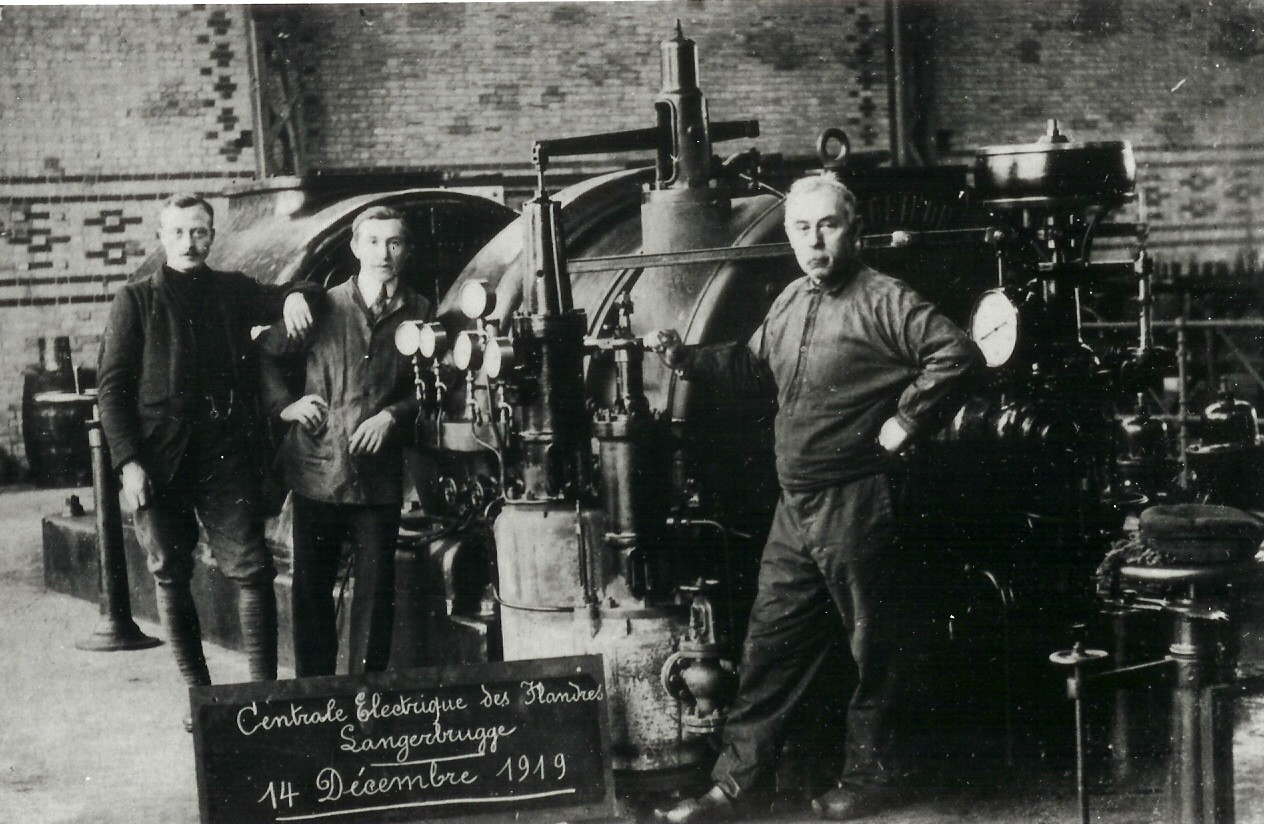
Centrale électrique de Langerbrugge en 1919.

### Ebes (1956-1990)

#### L'électricité d'origine thermique
Verenigde Energiebedrijven van het Scheldeland N.V., alias Ebes (Sociétés Réunies d’Énergie du Bassin de l’Escaut S.A.) est créée en 1956 par fusion de la S.E.E, de la société C.E.F.B. et de la S.E.C. Le parc de l'Ebes est alors constitué des centrales de Merksem, Langerbrugge, Oisquercq, Mol, Ostende, Charleroi et Schelle.
L'Ebes a construit, à partir de 1962, une centrale mixte (fioul, charbon et gaz de haut fourneau) à Rodenhuize dans la zone portuaire de Gand, afin d'alimenter en énergie le complexe sidérurgique de la SIDMAR. La centrale de Rodenhuize est constituée de trois unités de 125 MW construites respectivement en 1964, 1965 et 1969 et d'une unité de 300 MW construite en 1978.
En 1963 est signé le « Pool des calories » entre les plus gros producteurs d'électricité en Belgique (Ebes, Intercom, Interbrabant, Esmalux). L'objectif de ce regroupement est de s'associer pour acheter en commun le charbon et les produits pétroliers (fioul) en faisant pression à la baisse pour bénéficier de prix plus avantageux.
À la veille de l'arrivée du nucléaire, Ebes est la deuxième compagnie privée de production et distribution d'électricité en Belgique. Voici l'état détaillé de sa production électrique pour l'année 1962.
| Centrale de Ebes          | Puissance au 1/1/1963 | Production en 1962 |
| ------------------------- | --------------------- | ------------------ |
| Mol                       | 167 MW                | 131 GWh            |
| Merksem                   | 138 MW                | 804 GWh            |
| Schelle                   | 115 MW                | 311 GWh            |
| Langerbrugge - Rodenhuize | 251 MW                | 1 319 GWh          |
| Ostende                   | 27 MW                 | 47 GWh             |
| Charleroi                 | 49 MW                 | 384 GWh            |
| Total EBES                | 747 MW                | 2 996 GWh          |

En comparaison, voici l'état de la production d'électricité de la concurrence en Belgique pour l'année 1962.
| Centrales privées                   | Puissance au 1/1/1963 | Production en 1962 |
| ----------------------------------- | --------------------- | ------------------ |
| Intercom                            | 949 MW                | 3 873 GWh          |
| EBES                                | 747 MW                | 2 996 GWh          |
| Interescaut (pour Intercom et EBES) | (229) MW              | (622) GWh          |
| Interbrabant                        | 486 MW                | 1 768 GWh          |
| Esmalux                             | 101 MW                | 399 GWh            |
| Autres sociétés privées (6)         | 6 MW                  | 21 GWh             |
| Total Producteurs privés            | 2 289 MW              | 9 057 GWh          |
| Centrales publiques                 |                       |                    |
| Gand                                | 115 MW                | 310 GWh            |
| Liège                               | 64 MW                 | 196 GWh            |
| Autres                              | 4 MW                  | 8 GWh              |
| Total Producteurs publics           | 183 MW                | 514 GWh            |

#### Le développement du nucléaire
Le gouvernement belge initie en 1962 une politique énergétique tournée vers le nucléaire, politique qui se concrétise par la création de deux syndicats. Ceux-ci donneront naissance plus tard au Bureau d'Études Nucléaires, un bureau d'étude privé créé sous l'égide de la Société générale de Belgique par Electrobel et Traction et Électricité,. Au même moment, en France, le général de Gaulle imprime un mouvement similaire. Le traité Euratom, signé en 1957 à Rome, permet des accords avec les États-Unis afin de bénéficier d'uranium enrichi (dont seuls les États-Unis ont le monopole) afin de pouvoir construire de grandes centrales nucléaires. C'est donc naturellement que la France (EDF) et la Belgique (Intercom, Interbrabant, Esmalux et Ebes) vont se rapprocher pour construire ensemble et à parité (50 % France / 50 % Belgique) la centrale nucléaire de Chooz. La construction de la centrale de Chooz va s'étaler de 1962 à sa mise en service en 1965. Par la suite, le gouvernement dirigé par Paul Vanden Boeynants donnera en 1966 son approbation pour la construction de trois nouvelles tranches nucléaires (dont une en coopération avec EDF) : Tihange, Doel.
À partir de 1968, sont construites les tranches :
- Tihange 1 de la centrale nucléaire de Tihange, d'une puissance de 870 MW, est mise en service en 1975 ; elle est la propriété mixte indivise de EDF, Intercom, Ebes et Unerg;
- Doel 1 est mise en service en 1974 ; elle est la propriété indivise d'Intercom, Ebes et Unerg;
- Doel 2 de la centrale nucléaire de Doel, est mise en service en 1975; elle est la propriété indivise d'Intercom, Ebes et Unerg;

Le choc pétrolier de 1973 va être à l'origine du lancement d'une seconde vague de construction de centrales nucléaires. À partir de 1974, sont construites les tranches :
- Tihange 2 (900 MW) et Tihange 3 (1 000 MW) sont la propriété des seuls opérateurs belges et sont mises en exploitation en 1983 et 1985[note 9];
- Doel 3 et Doel 4 mises en service en 1982 et 1985.

La centrale de Chooz (réacteur A) est arrêtée en 1991 et un processus de démantèlement débutera à partir de 1999. La France a de son côté continué à exploiter le site avec une tranche B constituée de deux réacteurs (Chooz B1 et Chooz B2),.

Centrales nucléaires du groupe EBES
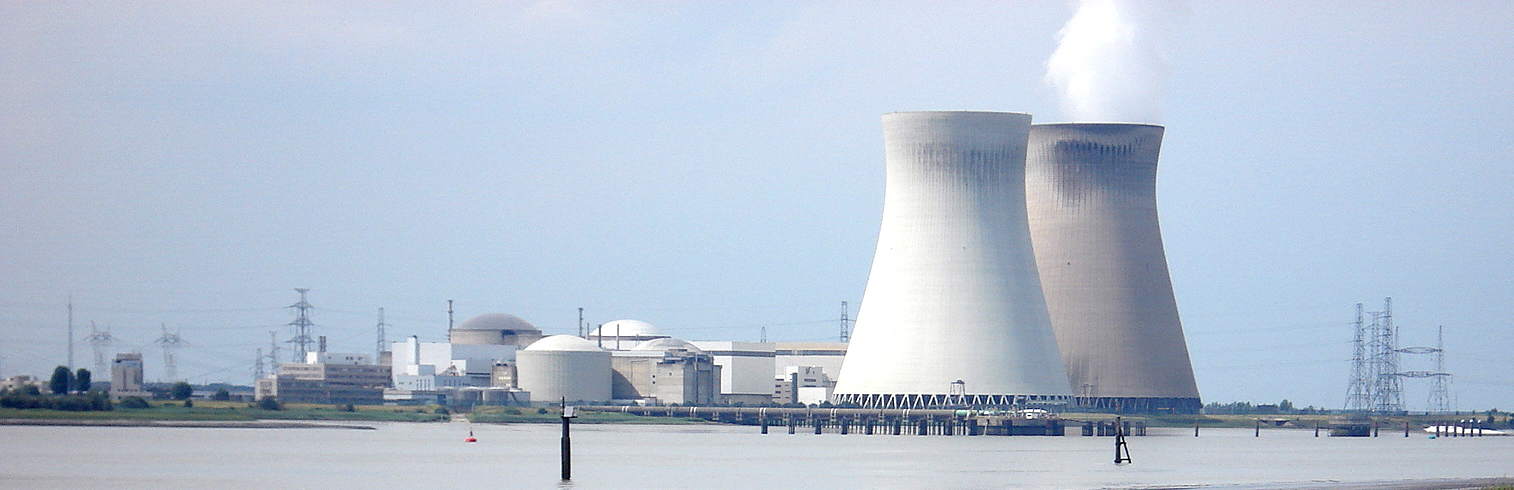
Centrale nucléaire de Doel sur l'estuaire de l'Escaut.
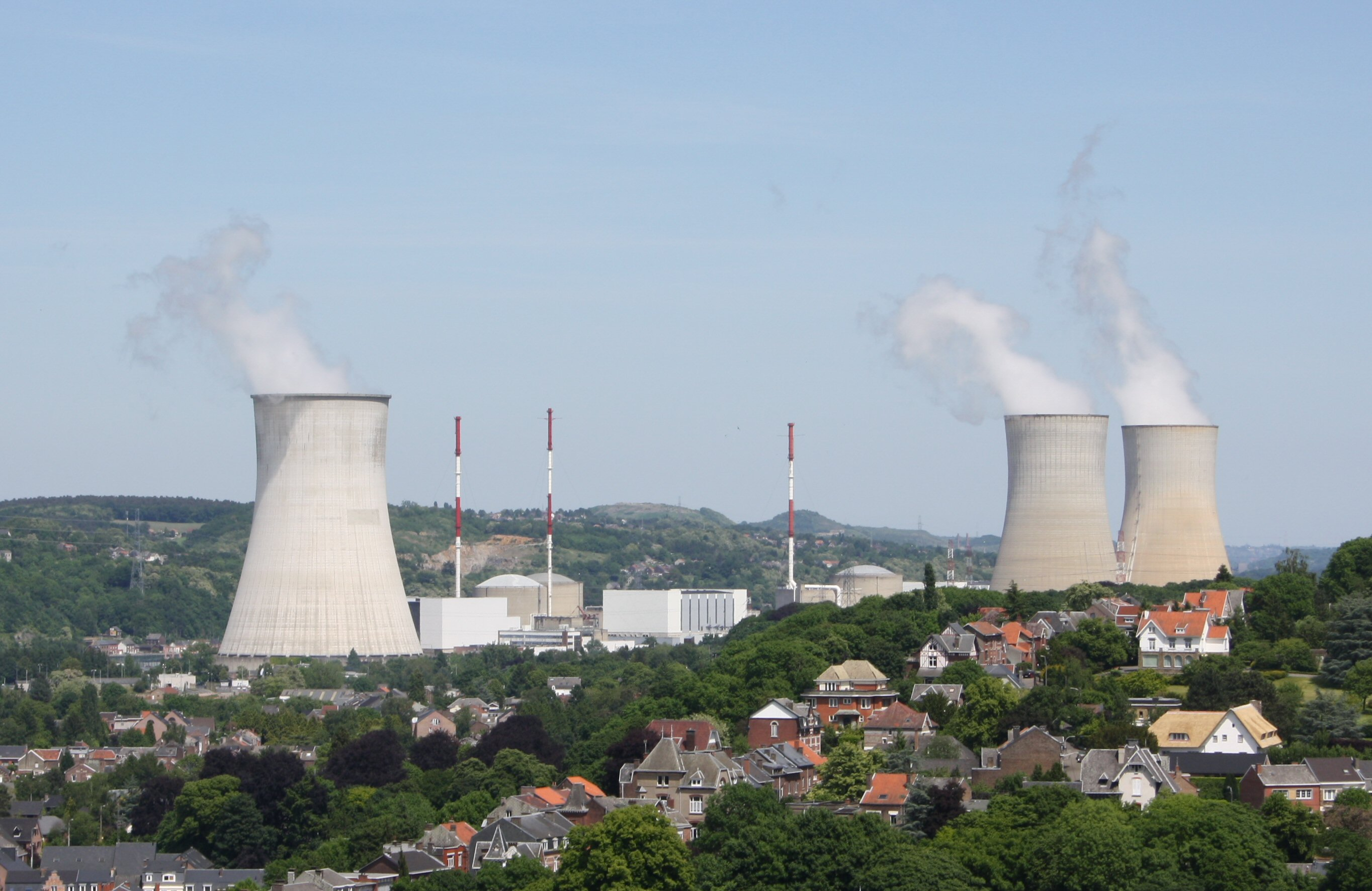
Centrale nucléaire de Tihange.

#### Organigramme simplifié du groupe en 1982
En 1981-82, la société Traction et Électricité change de dénomination sociale pour devenir Tractionel.

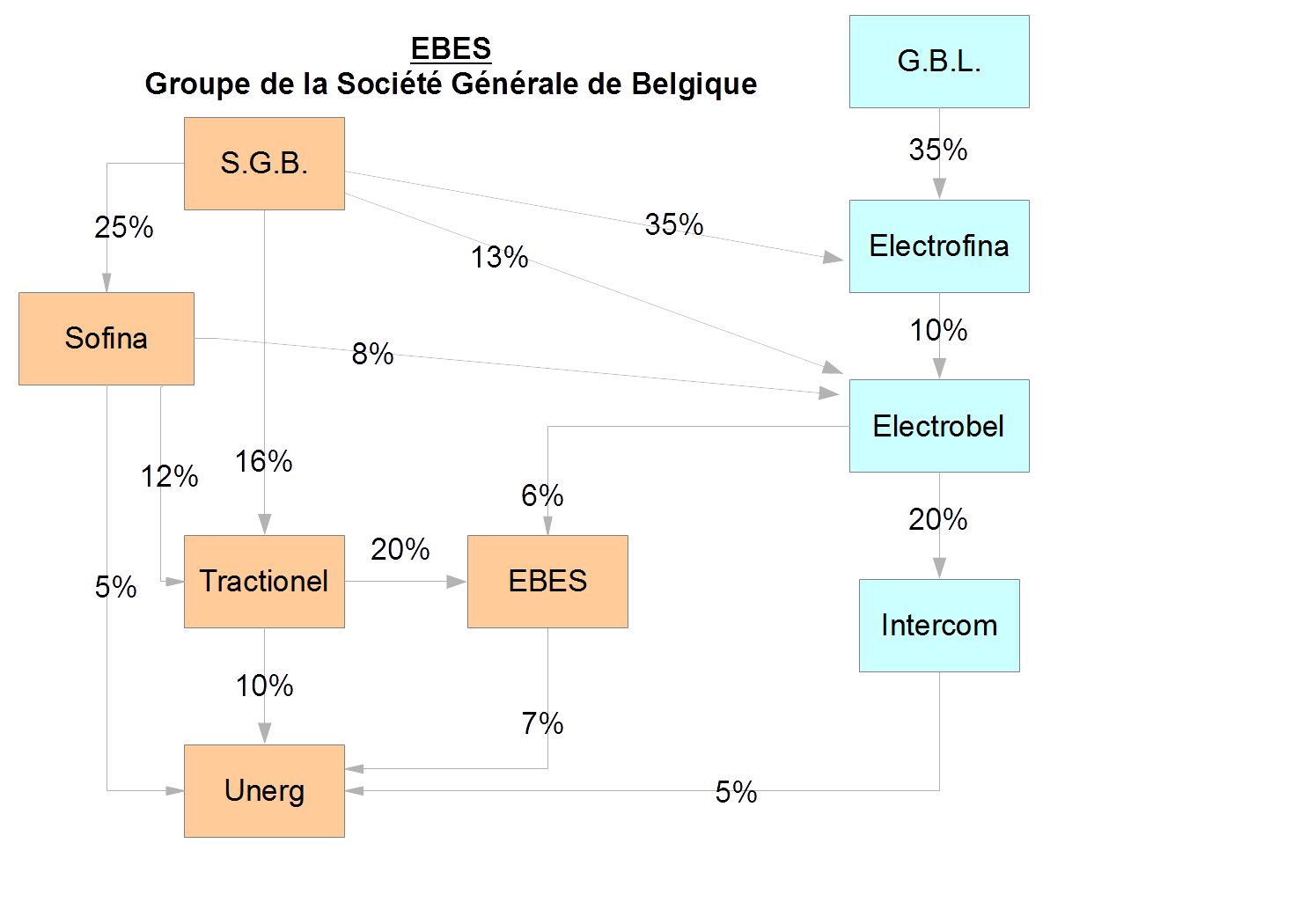
Organigramme simplifié du groupe EBES/SGB en 1982
Société du groupe EBES/Groupe de la Société générale de Belgique
Société du groupe concurrent Intercom/Groupe Bruxelles Lambert (G.B.L.)

La rationalisation se poursuit dans les structures des sociétés d'électricité du groupe. En 1986, Tractionel et Electrobel (société du groupe Bruxelles-Lambert) fusionnent pour donner naissance à Tractebel.

#### L'arrivée de Suez (1988)
En 1988, Carlo De Benedetti lance un raid inamical sur la Société générale de Belgique (SGB). Des discussions sont nouées entre Suez, la SGB et le Groupe Bruxelles Lambert (Albert Frère) afin de faire échouer ce raid. Ces discussions aboutissent à une prise de participation de Suez dans la SGB et d'Albert Frère dans le groupe Suez : le raid de Carlo de Benedetti a échoué. Le 22 juin 1988, à l'issue de la bataille boursière, Suez et ses partenaires s'étaient rendus maitres de 55 % du capital.
Outre les changements immédiats à la tête du groupe de la Société générale de Belgique, le nouvel actionnaire va influer sur la structure du pôle électricité comme en témoignent les rationalisations qui ont suivi.

### Electrabel (1990-2003)

#### La naissance d'Electrabel (1990)
- Société du groupe Société générale de Belgique/Electrabel
- partenaire extérieur : Groupe Bruxelles Lambert (G.B.L.)

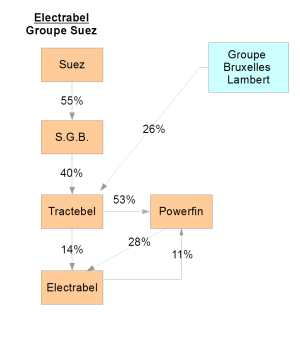
Organigramme de la société Electrabel en 1990
Société du groupe Société générale de Belgique/Electrabel
partenaire extérieur : Groupe Bruxelles Lambert (G.B.L.)
.

En 1990, un processus assez complexe de fusions-acquisitions s'opère entre Tractebel, Ebes, Unerg et Intercom pour ne citer que les plus importantes des sociétés impliquées. Le processus de réorganisation s'accompagne d'un programme de changement de noms : Ebes devient Electrabel et Unerg devient Powerfin. À l'issue de ce regroupement, la Société générale de Belgique détient 40 % de Tractebel qui détient 53 % de Powerfin qui détient 28 % d'Electrabel. La société Electrabel pèse alors 200 milliards BEF de chiffre d'affaires, représente 94 % de l'électricité produite en Belgique et 4 % de l'électricité européenne.
À la suite de ces opérations, l'organigramme simplifié du groupe ressemble au diagramme de droite.

#### La montée en puissance du groupe Suez-Lyonnaise
Le groupe Suez (puis Suez-Lyonnaise) a mené une stratégie active pour contrôler la totalité du capital de la SGB (auparavant détenue à hauteur de 63 %). Cette opération se concrétisa en juin 1998 sous la forme d'une OPE qui donnait 99,4 % des actions de la SGB au groupe Suez-Lyonnaise.
Cette filialisation de la SGB dans le groupe Suez-Lyonnaise, augmentait la part directe et indirecte de Suez dans Tractebel qui passait de 32 % avant l'opération à 51 % après l'opération.
Cette stratégie dans la volonté du côté du groupe Suez de prise de contrôle du groupe SGB s'est ensuite poursuivie sur ses filiales dans le secteur de l'énergie, avec une volonté de simplifier la structure faîtière du groupe et réduire les différents niveaux de contrôles mais aussi de s'émanciper du Groupe Bruxelles Lambert.
De même que la Belgique s'était émue du passage sous pavillon français de la Société générale de Belgique, alors considérée comme le vaisseau amiral de l'économie belge, lorsque Suez-Lyonnaise monte sa participation dans Tractebel, les milieux d'affaires belges s'émeuvent que tout un pan du secteur énergétique de la Belgique passe sous contrôle français,.
À partir de 1996, du côté belge, des voix se faisaient entendre qui voulaient défendre l'indépendance du pôle énergétique représenté par le groupe  Tractebel/Electrabel. Ainsi, lorsqu'en 1996 le groupe Bruxelles Lambert veut vendre sa participation de 24 % dans Tractebel, tout bascule. La Société générale de Belgique n'a pas les moyens de débourser une telle somme (120 milliards BEF). C'est à cette époque qu'au sein du groupe SGB, tout le monde s'évertue alors pour trouver une solution et éviter une OPA étrangère. Le PDG de Tractebel — Philippe Bodson, longtemps soutenu dans cette démarche par Jean-Luc Dehaene, le Premier Ministre belge — propose en 1998 de fusionner Tractebel et Electrabel : la fusion ferait passer le contrôle du groupe Suez sous la barre des 51 % du groupe ainsi constitué. Les propos de M. Jean-Luc Dehaene dans un courrier adressé au PDG de Suez-Lyonnaise, Gérard Mestrallet sont clairs :

« le gouvernement belge considère que, à terme, une fusion entre Tractebel et Electrabel est la mieux à même de sauvegarder l'autonomie de Tractebel et les intérêts belges en matière de politique énergétique et d'emploi. »

En mars 1999, Philippe Bodson est congédié de la présidence de Tractebel. N'ayant pas réussi à faire passer l'idée d'une fusion Tractebel-Electrabel, la SGB propose des garanties afin de désamorcer la crise. La modification des statuts de Tractebel en y posant des verrous destinés à se protéger du groupe Suez-Lyonnaise : les membres nommés par la SGB seraient obligatoirement en nombre inférieur à la moitié des membres, et ce quel que soit le pourcentage de contrôle de la SGB sur Tractebel,.
En juin 1997, Suez et Lyonnaise des Eaux fusionnent pour former le groupe Suez-Lyonnaise.
Fin 1999, Suez-Lyonnaise lance une première fois son OPE sur Tractebel. Celle-ci est stoppée net par un groupe d'actionnaires minoritaires qui obtient du procureur du roi un gel de l'opération ; en cause la composition du conseil d'administration de Tractebel ne serait pas conforme aux statuts. La justice belge finit par conclure que l'OPE peut se poursuivre, et au passage soumet la Société générale de Belgique à une série d'obligations de publication qui met mal à l'aise le groupe Suez-Lyonnaise.
L'OPE sur Tractebel est finalement lancée en novembre 1999. À l'issue de celle-ci, le groupe Suez-Lyonnaise-SGB détient 96 % du capital de Tractebel. Elle est suivie d'une seconde OPE en décembre 1999. En 2002 la SGB détient 100 % de Tractebel. En 2003 Suez, SGB et Tractebel fusionnent dans Suez-Tractebel et Suez-Tractebel devient l'actionnaire majoritaire d'Electrabel.
Durant cette période de réorganisation capitalistique, Suez met également en place un regroupement opérationnel des activités électriques internationales dans Tractebel et des activités électriques européennes dans Electrabel.

### Suez - Electrabel (2003-2008)

#### La «pax electrica» (2005)
La volonté de Suez de monter au capital d'Electrabel (détenu à hauteur de 50,08 %) a enclenché un processus de négociation entre le gouvernement belge et Suez afin de stabiliser l'ancrage belge d'Electrabel. Electrabel représente en effet un monopole dans la fourniture d'électricité en Belgique (94 %) et Suez est un important employeur (26 000 employés dans le groupe en Belgique). Ce processus de discussion-négociation a abouti a un accord entre les deux parties, accord plus connu sous le nom de « pax electrica ».

#### La prise de contrôle d'Electrabel (2005)
En novembre 2005, le groupe Suez-Lyonnaise lance une combinaison d'OPA-OPE sur sa filiale Electrabel.

### GDF - Suez - Electrabel (2008- )

#### La prise de contrôle du groupe par GDF
En 2008, c'est l'aboutissement d'un projet de fusion entre GDF et Suez, en réalité une absorption de Suez par GDF. En 2015, le groupe GDF-Suez change de nom pour devenir Engie .

#### La sortie du nucléaire
En 2003, la Belgique adopte une loi de sortie du nucléaire qui étale l'arrêt des centrales nucléaires belges de 2022 à 2025.La première centrale concernée a été arrêtée le 23 septembre 2022. Cet arrêt concerne Doel 3, arrêté en vertu de la loi de sortie du nucléaire. Cela représente un septième du parc nucléaire belge que gère Electrabel.
La sortie du nucléaire que le gouvernement belge avait prévue, s'effectuait par remplacement de l'énergie nucléaire par le gaz. Mais la guerre en Ukraine a rebattu les cartes. Le gouvernement à décidé de repousser de 10 ans la sortie du nucléaire et prolonge de 10 ans les centrales de Doel 4 et Tihange 3,.
Le coût total du démantèlement et du traitement des déchets est estimé en 2023 à une fourchette entre 40 et 60 milliards d’euros dans 100 ans,. La responsabilité d'Electrabel dans le coût du traitement des déchets est limitée à 15 milliards d’euros à la suite de l'accord de prolongement de 10 ans des deux centrales,.

## Présentation de l'entreprise

### Production d'électricité (Benelux)
Au Benelux, l’entreprise dispose d’un parc de production diversifié de 16 000 MW. Celui-ci se compose d’installations qui utilisent des sources d’énergie renouvelables, de centrales brûlant des combustibles fossiles tels que le gaz naturel et le charbon, de centrales de pompage et de centrales nucléaires.
- Centrales thermiques classiques : centrale électrique de Ruien, Awirs, Amercœur, Kallo, Mol, Rodenhuize, Gelderland, Bergum.
- Turbines gaz vapeur (TGV, cycle combiné): Amercœur, Drogenbos, Herdersbrug, Saint-Ghislain, Esch-sur-Alzette, Eems.
- Cogénération: Solvay, Total, BP Chembel, Distrigaz, Amylum, Bayer, Monsanto, Almere…
- Centrale de pompage-turbinage: Coo-Trois-Ponts[38]
- Renouvelables: hydroélectricité, photovoltaïque, biomasse, parcs éoliens

#### Le parc nucléaire d'Electrabel (en 2014)
| Centrale/Tranche | Capacité  | Mise en service | Fin prévue |
| ---------------- | --------- | --------------- | ---------- |
| Doel 1           | 433 MWe   | 1974            | 2014       |
| Doel 2           | 433 MWe   | 1975            | 2015       |
| Doel 3           | 1 006 MWe | 1982            | 2022       |
| Doel 4           | 1 047 MWe | 1985            | 2025       |
| Tihange 1        | 962 MWe   | 1975            | 2025       |
| Tihange 2        | 1 008 MWe | 1982            | 2022       |
| Tihange 3        | 1 054 MWe | 1985            | 2025       |

#### Gestion des déchets nucléaires
Afin de gérer le coût du stockage de déchets nucléaires sur le long terme, Electrabel possède une filiale ad hoc, Synatom. Selon le bureau d’étude Zero Emission Solutions, un problème de financement de celle-ci ne permettrait cependant pas d'assurer à long terme ce stockage.
De plus, une étude publiée par Greenpeace et due à Bertrand Thuillier remet en cause le principe de l’enfouissement des déchets nucléaires à grande profondeur.